# Председнички избори у Србији 2008.
Избори за председника Републике Србије 2008. су били девети по реду избори за председника и први од стицања независности Србије након расформирања државне заједнице Србије и Црне Горе.
Први круг избора је одржан 20. јануара, а други 3. фебруара 2008. године. Кандидат који је добио највише гласова после другог круга је Борис Тадић - 50,31%, док је његов противкандидат Томислав Николић добио 47,97% гласова. То је Тадићев други мандат као председник Србије, а први по новом Уставу.

## Прописи
Председник Републике Србије бира се на основу општег и једнаког изборног права на слободним и непосредним изборима, тајним и личним гласањем. Бира се на пет година. 
Цела територија Србије, заједно са бирачким местима у иностранству, је једна изборна јединица.

## Процес гласања
Право да бира председника Републике и да буде биран за председника Републике има сваки пунолетан и радно способан држављанин Републике Србије.
Коначан број бирача за ове изборе био је 6.708.697. То обухвата 9.178 коју су на одслужењу војног рока, 37.053 који су са пребивалиштем у иностранству и 8.201 грађанин који је на одслужењу затворских санкција. На Косову и Метохији је регистрован 112.861 бирач. 
Бирачи, у првом кругу, могу да гласају за једног од 9 кандидата, колико је укупно на изборној листи.
Гласа се на овереним гласачким листићима. Гласачки листићи су формата А4, беле боје. Одштампани су у 28 варијанти, чија је садржина иста а разликују се у језику и писму. Листићи са више језичких варијанти су већег формата од осталих гласачких листића. Контролни лист за проверу исправности гласачке кутије је у боји тамне кајсије.
Бирач, приликом одласка на своје бирачко место, саопштава бирачком одбору име и предаје обавештење о гласању и доказ о свом идентитету (важећа лична карта, пасош или возачка дозвола). Лампом са УВ зрацима чије се светло упери на кажипрст десне руке проверава се да ли је бирач већ гласао. Бирач потписује бирачки списак и преузима гласачки листић. Потом се обележава специјалним спрејом на кажипрсту десне руке, као знак да је гласао. Ако је гласач без кажипрста, обележава се први наредни.
Гласа се заокруживањем редног броја испред имена кандидата за кога се гласа.

На овим изборима је отворено 8.481 бирачка места;  од тога 27 у казнено-поправним заводима, 65 у иностранству – у 36 земаља , и 277 на Косову и Метохији. 
Бирачка места су била отворена од 7 до 20 часова.

## Председнички кандидати у I кругу
Кандидат за председника може да буде пунолетни грађанин Србије који сакупи 10.000 судски оверених потписа бирача који га подржавају, а рок за подношење кандидатура је истекао у поноћ 30. децембра 2007.
Републичка изборна комисија је прогласила следеће кандидате и жребом одредила њихов редни број на бирачком листићу:
| Бр. | Кандидат | Кандидат            | Партија | Партија                                           | O кандидату |
| --- | -------- | ------------------- | ------- | ------------------------------------------------- | --- |
| 1.  |          | Томислав Николић    |         | Српска радикална странка                          | Тадашњи заменик председника Српске радикалне странке. Ово је био други пут да се кандидује за председника Србије. |
| 2.  |          | Југослав Добричанин |         | Реформистичка странка                             | Пензионисани командант Војног одсека у Нишу у чину пуковника.                                                     |
| 3.  |          | Борис Тадић         |         | Демократска странка                               | Председник Демократске странке, борио се за други узастопни мандат (први од доношења Устава 2006. године)         |
| 4.  |          | Велимир Илић        |         | Нова Србија                                       | Бивши министар за капиталне инвестиције. Тадашњи министар за инфраструктуру Србије.                               |
| 5.  |          | Иштван Пастор       |         | Мађарска коалиција                                | Председник Савеза војвођанских Мађара.                                                                            |
| 6.  |          | Маријан Ристичевић  |         | Народна сељачка странка Уједињена сељачка странка | Председник Народне сељачке странке. Кандидовао се други пут.                                                      |
| 7.  |          | Чедомир Јовановић   |         | Либерално-демократска партија                     | Председник Либерално-демократске партије                                                                          |
| 8.  |          | Милутин Мркоњић     |         | Социјалистичка партија Србије                     | Тадашњи потпредседник Народне скупштина Републике Србије                                                          |
| 9.  |          | Миланка Карић       |         | Покрет снага Србије - Богољуб Карић               | Супруга председника Покрета снаге Србије.                                                                         |

Кандидат за председника биће изабран на ту функцију ако у првом кругу гласања добије више од половине гласова бирача који су гласали. Ако се то не догоди, у други круг гласања улазе два кандидата са највише гласова, а председник тада постаје онај који добије више гласова.

## Председнички кандидати у II кругу
Након првог круга, два кандидата који су добили највише гласова су:
| Бр. | Кандидат | Кандидат         | Партија | Партија                  |
| --- | -------- | ---------------- | ------- | ------------------------ |
| 1.  |          | Томислав Николић |         | Српска радикална странка |
| 2.  |          | Борис Тадић      |         | Демократска странка      |

## Одбијене кандидатуре
Кандидат удружења грађана Виртуелна Србија Радивој Милутиновић из Хоргоша познатији као Муја лопов није могао да се кандидује јер, како он тврди, треба да сакупи 10.000 потписа а сваки од њих мора да буде оверен судски. За то му треба 500.000 динара, а он и његове присталице, како он каже, немају пара. Његова кандидатура је одбијена због недостатка потписа.

## Председничка кампања
Председнички кандидати су током кампање користили следеће слогане:
| Кандидат            | Слоган(и)                             |
| ------------------- | ------------------------------------- |
| Југослав Добричанин | Снага југа                            |
| Велимир Илић        | Изабери Србију!                       |
| Чедомир Јовановић   | Живот је закон!                       |
| Миланка Карић       | Породица је снага Србије.             |
| Милутин Мркоњић     | Дела говоре. Наш друг.                |
| Томислав Николић    | Свим срцем                            |
| Иштван Пастор       | За Србију у којој ће свима бити добро |
| Маријан Ристичевић  | Не дам земљу за фотељу                |
| Борис Тадић         | За јаку и стабилну Србију             |
Организације које су позивале на излазак на изборе су користиле следеће слогане :
| Организација                                                      | Слоган                                        |
| ----------------------------------------------------------------- | --------------------------------------------- |
| Европски покрет у Србији                                          | Изабери председника – изабери Европу          |
| Иницијатива младих за људска права                                | Апстинираш – минираш!                         |
| Центар за слободне изборе и демократију                           | Са тобом има смисла                           |
| Студентска унија Србије, Савез студената и Студентска асоцијација | Избори нису лутрија - изабери своју будућност |
Предизборна тишина, током које је забрањена изборна пропаганда, почела 17. јануара у поноћ и трајала је до затварања биралишта.

## Посматрачи изборног процеса
Изборе и регуларност изборног процеса надгледаће следеће организације:
- Државна дума Федералне скупштине Руске Федерације (Русија)
- Међупарламентарна скупштина Заједнице независних држава (међународна)
- Организација за европску безбедност и сарадњу (међународна)
- Центар за слободне изборе и демократију (Србија)

Републичка изборна комисија није усвојила предлог да се посматрање изборног процеса одобри амбасадама Велике Британије и Сједињених Америчких Држава у Београду јер тај предлог није добио потребну већину гласова.

## Резултати
| Кандидат                      | Кандидат                      | Партија                       | Први круг | Први круг | Други круг | Други круг |
| Кандидат                      | Кандидат                      | Партија                       | Гласови   | %         | Гласови    | %          |
| ----------------------------- | ----------------------------- | ----------------------------- | --------- | --------- | ---------- | ---------- |
|                               | Томислав Николић              | Српска радикална странка      | 1.646.172 | 40,76     | 2.197.155  | 48,81      |
|                               | Борис Тадић                   | Демократска странка           | 1.457.030 | 36,08     | 2.304.467  | 51,19      |
|                               | Велимир Илић                  | Нова Србија                   | 305.828   | 7,57      |            |            |
|                               | Милутин Мркоњић               | Социјалистичка партија Србије | 245.889   | 6,09      |            |            |
|                               | Чедомир Јовановић             | Либерално-демократска партија | 219.689   | 5,44      |            |            |
|                               | Иштван Пастор                 | Мађарска коалиција            | 93.039    | 2,30      |            |            |
|                               | Миланка Карић                 | Покрет снага Србије           | 40.332    | 1,00      |            |            |
|                               | Маријан Ристичевић            | Народна сељачка странка       | 18.500    | 0,46      |            |            |
|                               | Југослав Добричанин           | Реформистичка странка         | 11.894    | 0,29      |            |            |
| Укупно                        | Укупно                        | Укупно                        | 4.038.373 | 100.00    | 4.501.622  | 100,00     |
|                               |                               |                               |           |           |            |            |
| Важећи гласови                | Важећи гласови                | Важећи гласови                | 4.038.373 | 98,09     | 4.501.622  | 98,28      |
| Неважећи/празни гласови       | Неважећи/празни гласови       | Неважећи/празни гласови       | 78.462    | 1,91      | 78.806     | 1,72       |
| Укупни гласови                | Укупни гласови                | Укупни гласови                | 4.116.835 | 100,00    | 4.580.428  | 100,00     |
| Регистровани бирачи/излазност | Регистровани бирачи/излазност | Регистровани бирачи/излазност | 6.708.697 | 61,37     | 6.723.762  | 68,12      |
| Извор: CESID                  |                               |                               |           |           |            |            |

### Одзив бирача
Одзив бирача је у великој мери повећан у односу на претходне председничке изборе из 2004. године и највећи у односу на све одржане изборе до 2008. године још од избори за председника Савезне Републике Југославије 2000. године.
- Одзив бирача у првом кругу ових председничких избора је био 4.117.870 односно 61,38% од уписаних 6.708.697 бирача уписаних у бирачки списак.[9] На претходним председничким изборима одржаним 2004. у првом кругу излазност је била 47,75% од уписаних 6.532.263 бирача[10].
- Одзив бирача у другом кругу ових председничких избора је био 4.580.428 односно 68,14% од уписаних 6.723.762 бирача уписаних у бирачки списак. На претходним председничким изборима одржаним 2004. у другом кругу излазност је била 48,36% од уписаних 6.532.940 бирача[11].